# Lorenzo Maria Balconi
Lorenzo Maria Balconi (Milano, 4 agosto 1878 – Milano, 10 aprile 1969) è stato un arcivescovo cattolico, missionario e scrittore italiano.

## Biografia
Nato il 4 agosto 1878 a Milano, appartiene alla famiglia Balconi di Vimercate.
Entra nel 1898, a soli 20 anni, nel Pontificio istituto missioni estere di Milano e due anni dopo, il 22 dicembre 1900, il cardinale Andrea Carlo Ferrari, arcivescovo di Milano, lo ordina sacerdote.
Nel 1901, a 23 anni, parte per la Cina dove svolge un'intensa attività missionaria partendo da Nanyang, nell'Henan meridionale. Lì non svolge solo un'opera umanitaria ed evangelizzatrice: al suo ritorno in patria porterà anche reperti archeologici, tuttora conservati nel museo interno del P.I.M.E. di Milano, in particolar modo monete d'oro dell'antica epoca Imperiale.

### Episcopato
Il 28 febbraio 1928 papa Pio XI lo nomina vicario apostolico di Hanchung e vescovo titolare di Milasa. Il 17 maggio successivo riceve l'ordinazione episcopale dalle mani del vescovo Flaminio Belotti.
Nel marzo 1934 rinuncia all'ufficio di vicario apostolico e assume, con una cerimonia ad Hong Kong, l'incarico di superiore generale del P.I.M.E. su forte volontà di papa Pio XI.
Il 3 agosto 1939 papa Pio XII lo nomina arcivescovo titolare di Gerapoli di Frigia.
Il suo ritorno in Italia lo vede impegnato nel coordinamento delle missioni estere e riceve la responsabilità del processo di fondazione delle Missionarie dell'Immacolata.
Nei restanti anni della sua vita segue con interesse particolare le attività della congregazione.
Muore a Milano il 10 aprile 1969.

## Genealogia episcopale
La genealogia episcopale è:
- Cardinale Scipione Rebiba
- Cardinale Giulio Antonio Santori
- Cardinale Girolamo Bernerio, O.P.
- Arcivescovo Galeazzo Sanvitale
- Cardinale Ludovico Ludovisi
- Cardinale Luigi Caetani
- Cardinale Ulderico Carpegna
- Cardinale Paluzzo Paluzzi Altieri degli Albertoni
- Papa Benedetto XIII
- Papa Benedetto XIV
- Papa Clemente XIII
- Cardinale Giovanni Francesco Albani
- Papa Pio VI
- Cardinale Carlo Bellisomi
- Vescovo Marcelino José Da Silva
- Vescovo Roque José Carpegna Díaz, O.P.
- Vescovo François-Alexis Rameaux, C.M.
- Vescovo Bernard-Vincent Laribe, C.M.
- Vescovo Jean-Henri Baldus, C.M.
- Vescovo Louis-Gabriel Delaplace, C.M.
- Vescovo François-Ferdinand Tagliabue, C.M.
- Vescovo Jean-Baptiste-Hippolyte Sarthou, C.M.
- Vescovo Jules Bruguière, C.M.
- Vescovo Pierre-Marie-Alphonse Favier, C.M.
- Vescovo Stanislas-François Jarlin, C.M.
- Vescovo Giovanni Menicatti, P.I.M.E.
- Vescovo Flaminio Belotti, P.I.M.E.
- Arcivescovo Lorenzo Maria Balconi, P.I.M.E.